# By the Way
By the Way osmi je studijski album američkog rock sastava Red Hot Chili Peppers, objavljen 9. srpnja 2002. godine pod etiketom Warner Bros. Recordsa. U prvom se tjednu prodao u više od 286.000 primjeraka te zasjeo na drugo mjesto ljestvice Billboard 200. Singlovi s albuma uključivali su "By the Way", "The Zephyr Song", "Can't Stop", "Dosed" i "Universally Speaking". Teme tekstova pjevača Anthonyja Kiedisa na By the Wayu pomak su od ranijih albuma Chili Peppersa, s Kiedisom koji se okreće iskrenijem i osobno ogledavajućem tekstopisanju.

## Popis pjesama
| 1.    | »By the Way«                 | 3:37 |
| 2.    | »Universally Speaking«       | 4:19 |
| 3.    | »This Is the Place«          | 4:17 |
| 4.    | »Dosed«                      | 5:12 |
| 5.    | »Don't Forget Me«            | 4:37 |
| 6.    | »The Zephyr Song«            | 3:52 |
| 7.    | »Can't Stop«                 | 4:29 |
| 8.    | »I Could Die for You«        | 3:13 |
| 9.    | »Midnight«                   | 4:55 |
| 10.   | »Throw Away Your Television« | 3:44 |
| 11.   | »Cabron«                     | 3:44 |
| 12.   | »Tear«                       | 5:17 |
| 13.   | »On Mercury«                 | 3:28 |
| 14.   | »Minor Thing«                | 3:37 |
| 15.   | »Warm Tape«                  | 4:16 |
| 16.   | »Venice Queen«               | 6:07 |
| 68:46 |                              |      |

## Izvođači
- Michael "Flea" Balzary – bas-gitara, truba, prateći vokali
- John Frusciante – gitara, prateći vokali, glasovir, klavijature
- Anthony Kiedis – vokali
- Chad Smith – bubnjevi

### Produkcija
- Ryan Hewitt – tonac
- Mark Mann – aranžer
- Ethan Mates – tonac za snimanje
- Vlado Meller – mastering
- Rick Rubin – produkcija i ton majstor
- Jim Scott – mix tonac, tonac za snimanje
- Jason Wormer – tonac za snimanje